# Кургуус
Кургуу́с (каз. Құрқуыс) — село у складі Аулієкольського району Костанайської області Казахстану. Входить до складу Новоселовського сільського округу.
Населення — 59 осіб (2021; 151 у 2009, 287 у 1999, 495 у 1989).